# Торпедо (Усть-Каменогорськ) у сезоні 1987—1988
Сезон 1987/1988 став дебютом для хокейного клубу «Торпедо» (Усть-Каменогорськ) у вищій лізі чемпіонату СРСР.

## Кубок ВЦРПС
Офіційний сезон розпочався з участі в 4-му розіграші Кубка ВЦРПС (Всесоюзної центральної ради профспілок). На першому етапі 12 профспілкових команд грали у двох групах. В Усть-Каменогорську пройшов турнір-меморіал пам'яті Героя Радянського Союзу Тулегена Тохтарова. Інша шістка клубів змагалася на льодових аренах Свердловська та Нижнього Тагіла. По три кращих команди виходили до наступного етапу. З другого етапу стартували чотири армійсько-динамівські колективи: ЦСКА (Москва), «Динамо» (Москва), «Динамо» (Рига) і СКА (Ленінград).
«Торпедівці» відмовилися від участі у фінальному турнірі, бо на той час брали участь у перехідному турнірі за право участі у вищій лізі на наступний сезон. З цієї ж причини відмовилося і «Торпедо» (Ярославль), переможець групи в Свердловську і Нижньому Тагілі. Вирішальні матчі при майже пустих трибунах, тому що в цей час відбувалися Олімпійські ігри в Калгарі. Головний трофей здобули московські «Крила Рад», які за підсумком двох фінальних ігор переграли київський «Сокіл» (5:3, 2:2).
| М | Команда                   | І | Пер | Н | Пор | Ш       | О |
| - | ------------------------- | - | --- | - | --- | ------- | - |
| 1 | «Сокіл» (Київ)            | 5 | 4   | 0 | 1   | 32 — 19 | 8 |
| 2 | «Торпедо» (У-К)           | 5 | 4   | 0 | 1   | 31 — 29 | 8 |
| 3 | «Трактор» (Челябінськ)    | 5 | 2   | 0 | 3   | 17 — 15 | 4 |
| 4 | «Сибір» (Новосибірськ)    | 5 | 2   | 0 | 3   | 18 — 22 | 4 |
| 5 | «Іжевськ» (Іжевськ)       | 5 | 2   | 0 | 3   | 16 — 25 | 4 |
| 6 | СК ім. Урицького (Казань) | 5 | 1   | 0 | 4   | 16 — 20 | 0 |

Кращі гравці турніру: воротар Юрій Шундров («Сокіл»), захисник Сергій Кисліцин («Торпедо»), нападник Ільдар Рахматуллін (СК ім. Урицького). Кращий бомбардир: Ігор Кузнецов («Торпедо»). Кращий молодий хокеїст: Єрлан Сагимбаєв («Торпедо»).
Результати матчів:
1. «Торпедо» (Усть-Каменогорськ) — «Трактор» (Челябінськ) — 5:4
2. «Торпедо» (Усть-Каменогорськ) — «Іжевськ» (Іжевськ) — 9:3
3. «Торпедо» (Усть-Каменогорськ) — «Сибір» (Новосибірськ) — 5:4
4. «Торпедо» (Усть-Каменогорськ) — СК ім. Урицького (Казань) — 5:4
5. «Торпедо» (Усть-Каменогорськ) — «Сокіл» (Київ) — 7:14

Автори закинутих шайб у складі «Торпедо»:
- Ігор Кузнецов — 6
- Сергій Дев'ятков — 5
- Сергій Старигін — 3
- Андрій Фукс — 2
- Володимир Стрельчук — 2
- Володимир Єфремов — 2
- Сергій Могильников — 2
- Сергій Залипятських — 2
- Сергій Трутнєв — 2
- Сергій Горєв — 1
- Павло Каменцев — 1
- Володимир Локотко — 1
- Борис Фукс — 1
- Андрій Соколов — 1[1][2]

## Турнір газети «Советский спорт»
30.й розіграш турніру на призи газети «Советский спорт» проходив з 8 по 15 вересня 1987 року в Києві, Москві, Ризі й Ленінграді. Усть-каменогорське «Торпедо» виступало в Латвії.
| М | Команда                | І | Пер | Н | Пор | Ш       | О  |
| - | ---------------------- | - | --- | - | --- | ------- | -- |
| 1 | «Хімік» (Воскресенськ) | 5 | 5   | 0 | 0   | 26 — 8  | 10 |
| 2 | «Торпедо» (У-К)        | 5 | 3   | 1 | 1   | 24 — 23 | 7  |
| 3 | «Динамо» (Рига)        | 5 | 3   | 0 | 2   | 23 — 16 | 6  |
| 4 | Польща                 | 5 | 2   | 0 | 3   | 18 — 24 | 4  |
| 5 | РШВСМ (Рига)           | 5 | 1   | 1 | 3   | 16 — 26 | 3  |
| 6 | «Ессят» (Порі)         | 5 | 0   | 0 | 5   | 16 — 26 | 0  |

Кращі гравці турніру: воротар Антеро Ківеля («Ессят»), захисник Володимир Дурдін («Динамо»), нападник Володимир Щуренко («Хімік»). Кращий бомбардир: Борис Александров («Торпедо») — 11 очок (7+4).
Результати матчів:
1. «Торпедо» (Усть-Каменогорськ) — «Динамо» (Рига) — 4:3
2. «Торпедо» (Усть-Каменогорськ) — РШВСМ (Рига) — 5:5
3. «Торпедо» (Усть-Каменогорськ) — «Ессят» (Порі) — 7:6
4. «Торпедо» (Усть-Каменогорськ) — Польща — 6:5
5. «Торпедо» (Усть-Каменогорськ) — «Хімік» (Воскресенськ) — 2:4

Автори закинутих шайб у складі «Торпедо»:
- Борис Александров — 7
- Ігор Кузнецов — 4
- Сергій Дев'ятков — 3
- Володимир Єфремов — 2
- Володимир Локотко — 1
- Андрій Соловйов — 1
- Юрій Лук'янов — 1
- Сергій Кисліцин — 1
- Сергій Залипятських — 1
- Сергій Старигін — 1
- Володимир Стрельчук — 1
- Олександр Денисенко — 1[3][4]

## Вища ліга
Попередній сезон «Торпедо» завершувало серією перехідних матчів за путівку до вищої ліги проти київського «Сокола». Сильнішою виявилася українська команда. В іншій парі першоліговий «Автомобіліст» (Свердловськ) переміг челябінський «Трактор». 29 травня 1987 року, на засіданні Федерації хокею СРСР було вмрішено збільшити кількість клубів по 14-ти. «Трактор» зберіг місце в еліті, а останню вакансію отримало «Торпедо» (Усть-Каменогорськ).
першу гру провели вдома 24 вересня проти московського «Спартака». В середині другого періоду рахунок був 0:4 на користь іменитих гостей. Першу шайбу у вищій лізі закинув Андрій Фукс з передачі Віктора Федорченка. До кінця другого періоду відзначилися Володимир Стрельчук і Сергій Могильников, а влучний кидок Ігоря Кузнецова на останніх хвилинах матчу забезпечив нічию (4:4).
Після першого етапу нападники клубу очолили список кращих бомбардирів першості: у Бориса Александрова — 33 (21+12), у Ігоря Кузнецова — 27 (20+7). За підсумками сезону Александров і Кузнецов стали володарями призу «Лицарю атаки» — за найбільшу кількість хет-триків. Гравці «Торпедо» відзначилися по два рази кожен.
| М  | Команда                       | І  | В  | Н | П  | Ш      | О  |
| -- | ----------------------------- | -- | -- | - | -- | ------ | -- |
| 1  | ЦСКА                          | 26 | 21 | 2 | 3  | 149-67 | 44 |
| 2  | «Крила Рад» (Москва)          | 26 | 16 | 1 | 9  | 102-80 | 33 |
| 3  | «Спартак» Москва              | 26 | 13 | 5 | 8  | 89-78  | 31 |
| 4  | «Динамо» Москва               | 26 | 13 | 4 | 9  | 111-91 | 30 |
| 5  | «Трактор» (Челябінськ)        | 26 | 11 | 5 | 10 | 77-67  | 27 |
| 6  | «Автомобіліст» (Свердловськ)  | 26 | 9  | 8 | 9  | 88-96  | 26 |
| 7  | Сокіл (Київ)                  | 26 | 10 | 5 | 11 | 107-96 | 25 |
| 8  | «Хімік» (Воскресенськ)        | 26 | 10 | 5 | 11 | 90-100 | 25 |
| 9  | СКА (Ленінград)               | 26 | 11 | 2 | 13 | 82-91  | 24 |
| 10 | «Динамо» (Рига)               | 26 | 10 | 4 | 12 | 88-92  | 24 |
| 11 | «Торпедо» (Ярославль)         | 26 | 11 | 2 | 13 | 81-100 | 24 |
| 12 | «Торпедо» (Горький)           | 26 | 9  | 4 | 13 | 89-109 | 22 |
| 13 | «Іжсталь» (Іжевськ)           | 26 | 7  | 2 | 17 | 85-141 | 16 |
| 14 | «Торпедо» (Усть-Каменогорськ) | 26 | 5  | 3 | 18 | 91-121 | 13 |

## Перехідний турнір
| М   | Команда                       | І  | В  | Н | П  | Ш       | О  |
| --- | ----------------------------- | -- | -- | - | -- | ------- | -- |
| 1.  | «Торпедо» (Горький)           | 36 | 23 | 3 | 10 | 157-99  | 49 |
| 2.  | «Торпедо» (Ярославль)         | 36 | 23 | 2 | 11 | 151-102 | 48 |
| 3.  | «Динамо» (Мінськ)             | 36 | 22 | 2 | 12 | 148-116 | 46 |
| 4.  | «Динамо» Харків               | 36 | 21 | 2 | 13 | 138-107 | 44 |
| 5.  | «Торпедо» (Усть-Каменогорськ) | 36 | 19 | 4 | 13 | 172-135 | 42 |
| 6.  | «Іжсталь» (Іжевськ)           | 36 | 15 | 3 | 18 | 131-156 | 33 |
| 7.  | СК ім. Урицького (Казань)     | 36 | 12 | 7 | 17 | 102-103 | 31 |
| 8.  | «Сибір» Новосибірськ          | 36 | 12 | 3 | 21 | 126-171 | 27 |
| 9.  | «Торпедо» Тольятті            | 36 | 12 | 3 | 21 | 96-154  | 27 |
| 10. | «Салават Юлаєв» Уфа           | 36 | 6  | 1 | 29 | 92-171  | 13 |

## Статистика
Статистика виступів хокеїстів усть-каменогорської команди в чемпіонаті 1987/1988:
| Гравець                                                                         | Вища ліга | Вища ліга | Вища ліга | Вища ліга | Вища ліга | Перехідний турнір | Перехідний турнір | Перехідний турнір | Перехідний турнір | Перехідний турнір |
| Гравець                                                                         | І         | Г         | П         | О         | ШХ        | І                 | Г                 | П                 | О                 | ШХ                |
| Воротарі                                                                        | Воротарі  | Воротарі  | Воротарі  | Воротарі  | Воротарі  | Воротарі          | Воротарі          | Воротарі          | Воротарі          | Воротарі          |
| ------------------------------------------------------------------------------- | --------- | --------- | --------- | --------- | --------- | ----------------- | ----------------- | ----------------- | ----------------- | ----------------- |
| Бородулін Володимир Ілліч                                                       | 26        |           |           |           |           | 36                |                   |                   |                   |                   |
| Псарьов Андрій Геннадійович                                                     | 5         |           |           |           |           | 8                 |                   |                   |                   |                   |
| Захисники                                                                       |           |           |           |           |           |                   |                   |                   |                   |                   |
| Локотко Володимир Володимирович                                                 | 26        | 6         | 8         | 14        | 58        | 10                | 3                 | 2                 | 5                 | 12                |
| Федорченко Віктор Ілліч                                                         | 36        | 6         | 4         | 10        | 22        | 36                | 6                 | 4                 | 10                | 22                |
| Кисліцин Сергій Анатолійович                                                    | 21        | 0         | 4         | 4         | 8         | 36                | 6                 | 9                 | 15                | 26                |
| Енгель Олександр                                                                | 23        | 0         | 4         | 4         | 24        | 29                | 4                 | 1                 | 5                 | 24                |
| Залипятських Сергій Геннадійович                                                | 23        | 2         | 1         | 3         | 6         | 27                | 5                 | 1                 | 6                 | 13                |
| Грищенко Олексій Леонідович                                                     | 23        | 1         | 0         | 1         | 10        | 35                | 0                 | 2                 | 2                 | 18                |
| Мусатаєв Георгій Олександрович                                                  | 6         | 0         | 1         | 1         | 2         | 14                | 0                 | 0                 | 0                 | 0                 |
| Соколов Андрій Павлович                                                         | 22        | 0         | 1         | 1         | 14        | 28                | 0                 | 2                 | 2                 | 34                |
| Лук'янов Юрій Опанасович                                                        | 3         | 0         | 0         | 0         | 5         |                   |                   |                   |                   |                   |
| Поліщук Олександр Дмитрович                                                     | 21        | 0         | 0         | 0         | 10        | 12                | 0                 | 0                 | 0                 | 4                 |
| Горєв Сергій Володимирович                                                      | 23        | 0         | 0         | 0         | 22        | 36                | 6                 | 16                | 22                | 34                |
| Нападники                                                                       |           |           |           |           |           |                   |                   |                   |                   |                   |
| Александров Борис Вікторович                                                    | 26        | 21        | 12        | 33        | 56        | 35                | 29                | 29                | 58                | 64                |
| Кузнецов Ігор Михайлович                                                        | 26        | 20        | 7         | 27        | 12        | 36                | 26                | 23                | 49                | 28                |
| Фукс Андрій Федорович                                                           | 26        | 9         | 6         | 15        | 14        | 36                | 14                | 15                | 29                | 26                |
| Єфремов Володимир Юрійович                                                      | 26        | 7         | 7         | 14        | 18        | 33                | 3                 | 5                 | 8                 | 16                |
| Соловйов Андрій Михайлович                                                      | 26        | 3         | 11        | 14        | 8         | 36                | 12                | 13                | 25                | 21                |
| Могильников Сергій Петрович                                                     | 25        | 8         | 4         | 12        | 2         | 36                | 11                | 8                 | 19                | 16                |
| Дев'ятков Сергій Миколайович                                                    | 22        | 2         | 4         | 6         | 36        | 29                | 14                | 7                 | 21                | 36                |
| Дорохін Ігор Львович                                                            | 21        | 2         | 3         | 5         | 21        | 31                | 6                 | 4                 | 10                | 32                |
| Денисенко Олександр Борисович                                                   | 20        | 3         | 1         | 4         | 2         | 11                | 3                 | 1                 | 4                 | 2                 |
| Трутнєв Сергій                                                                  | 14        | 2         | 2         | 4         | 2         | 30                | 6                 | 3                 | 9                 | 6                 |
| Стрельчук Володимир Васильович                                                  | 15        | 1         | 1         | 2         | 4         |                   |                   |                   |                   |                   |
| Старигін Сергій Васильович                                                      | 22        | 1         | 1         | 2         | 8         | 34                | 6                 | 0                 | 6                 | 22                |
| Фукс Борис Федорович                                                            | 5         | 1         | 0         | 1         | 0         | 16                | 3                 | 2                 | 5                 | 6                 |
| Сагимбаєв Єрлан Єрлесович                                                       | 5         | 1         | 0         | 1         | 4         | 8                 | 2                 | 3                 | 5                 | 2                 |
| Райський Андрій Олександрович                                                   | 2         | 0         | 1         | 1         | 0         | 9                 | 0                 | 1                 | 1                 | 0                 |
| Каменцев Павло Геннадійович                                                     | 17        | 0         | 1         | 1         | 6         | 4                 | 0                 | 0                 | 0                 | 2                 |
| Шафранов Костянтин Віталійович                                                  | 0         | 0         | 0         | 0         | 0         | 28                | 7                 | 3                 | 10                | 6                 |
| Старший тренер: Гольц Володимир Миколайович; тренер: Кириченко Валерій Павлович |           |           |           |           |           |                   |                   |                   |                   |                   |

## Молодіжна команда
Фінальний турнір молодіжного чемпіонату СРСР пройшов з 19 по 28 квітня 1988 року в Усть-Каменогорську. Казахські хокеїсти здобули золоті нагороди першості.
| М | Команда                   | І | Пер | Н | Пор | Ш       | О  |
| - | ------------------------- | - | --- | - | --- | ------- | -- |
| 1 | ШВСМ-«Торпедо» (У-К)      | 7 | 7   | 0 | 0   | 45 — 15 | 14 |
| 2 | ЦСКА (Москва)             | 7 | 3   | 3 | 1   | 32 — 20 | 9  |
| 3 | РШВСМ (Рига)              | 7 | 4   | 1 | 2   | 32 — 27 | 9  |
| 4 | «Динамо» (Москва)         | 7 | 4   | 0 | 3   | 25 — 23 | 8  |
| 5 | «Зірка»-ШВСМ (Челябінськ) | 7 | 2   | 2 | 3   | 31 — 28 | 6  |
| 6 | СКА-ШВСМ (Свердловськ)    | 7 | 2   | 2 | 3   | 30 — 31 | 6  |
| 7 | ШВСМ (Мінськ)             | 7 | 2   | 0 | 5   | 27 — 40 | 4  |
| 8 | «Хімік» (Воскресенськ)    | 7 | 0   | 0 | 7   | 13 — 47 | 0  |

Кращі гравці турніру: воротар Олексій Івашкін (ЦСКА), захисник Сергій Зубов (ЦСКА), нападник Борис Фукс (ШВСМ-«Торпедо»). Кращий бомбардир: Костянтин Перегудов («Зірка»-ШВСМ).
Результати матчів:
1. ШВСМ-«Торпедо» — ЦСКА (Москва) — 4:3
2. ШВСМ-«Торпедо» — РШВСМ (Рига) — 8:4
3. ШВСМ-«Торпедо» — «Динамо» (Москва) — 4:1
4. ШВСМ-«Торпедо» — «Зірка»-ШВСМ (Челябінськ) — 5:3
5. ШВСМ-«Торпедо» — СКА-ШВСМ (Свердловськ) — 7:2
6. ШВСМ-«Торпедо» — ШВСМ (Мінськ) — 7:1
7. ШВСМ-«Торпедо» — «Хімік» (Воскресенськ) — 6:1

Склад ШВСМ-«Торпедо»: Олександр Шимін, Володимир Квапп; Михайло Грехнєв, Георгій Мусатаєв, Євген Шалигін, Ігор Медведєв, Олександр Поліщук, Андрій Райський, Олександр Єграшін, Андрій Залипятських, Роман Шипулін, Ігор Ніколаєв, Костянтин Пантелєєв, Юрій Каратаєв, Віталій Карпенко, Павло Каменцев, Борис Фукс, Єрлан Сагимбаєв, Костянтин Головченко, Андрій Смірнов.
Тренери: Олег Домрачов, Валерій Глушаков.

## Юнацька команда
Фінальний турнір чемпіонату СРСР для хокеїстів 1971 р.н. пройшов з 21 по 31 березня 1988 року в Мінську.
| М | Команда                   | І | Пер | Н | Пор | Ш       | О |
| - | ------------------------- | - | --- | - | --- | ------- | - |
| 1 | «Трактор» (Челябінськ)    | 7 | 4   | 1 | 2   | 25 — 19 | 9 |
| 2 | «Торпедо» (У-К)           | 7 | 4   | 1 | 2   | 29 — 20 | 9 |
| 3 | «Юність» (Мінськ)         | 7 | 4   | 1 | 2   | 38 — 24 | 9 |
| 4 | «Сокіл» (Київ)            | 7 | 3   | 2 | 2   | 26 — 26 | 8 |
| 5 | "ЦСКА (Москва)            | 7 | 3   | 2 | 2   | 2 — 22  | 8 |
| 6 | «Спартак» (Москва)        | 7 | 2   | 1 | 4   | 20 — 28 | 5 |
| 7 | «Торпедо» (Горький)       | 7 | 1   | 2 | 4   | 17 — 18 | 4 |
| 8 | СК ім. Урицького (Казань) | 7 | 2   | 0 | 5   | 18 — 32 | 4 |

Кращі гравці турніру: воротар Андрій Федотов («Трактор»), захисник Дмитро Мотков (ЦСКА), нападник Валерій Карпов («Трактор»). Кращий бомбардир: Андрій Кузьмін (ЦСКА).
Результати матчів:
1. «Торпедо» (У-К) — «Трактор» (Челябінськ) — 0:2
2. «Торпедо» (У-К) — «Юність» (Мінськ) — 7:4
3. «Торпедо» (У-К) — «Сокіл» (Київ) — 3:3
4. «Торпедо» (У-К) — "ЦСКА (Москва) — 4:6
5. «Торпедо» (У-К) — «Спартак» (Москва) — 6:1
6. «Торпедо» (У-К) — «Торпедо» (Горький) — 4:1
7. «Торпедо» (У-К) — СК ім. Урицького (Казань) — 5:3

Склад «Торпедо» (У-К): Євген Єграшін, Ігор Менчак; Володимир Каленицький, Олександр Артеменко, Василь Решетько, Олексій Лабуков, Станіслав Ярошенко, Андрій Генкель, Валерій Шнайдер, Владислав Казначєєв, Костянтин Макаров, Костянтин Сподаренко, Вадим Гостєв, Сергій Пронін, Андрій Колесников, Вадим Мальцев, Сергій Іченський, Дмитро Шулаков, Сергій Яровий.
Тренери: Юрій Тархов, Володимир Беляєв, Анатолій Меліхов.